# Płaszczki

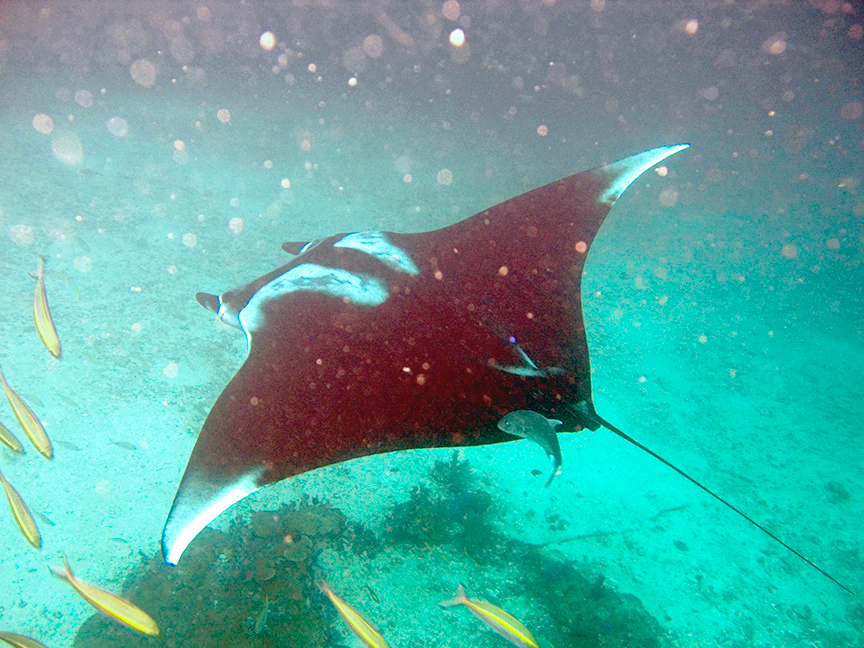
Manta

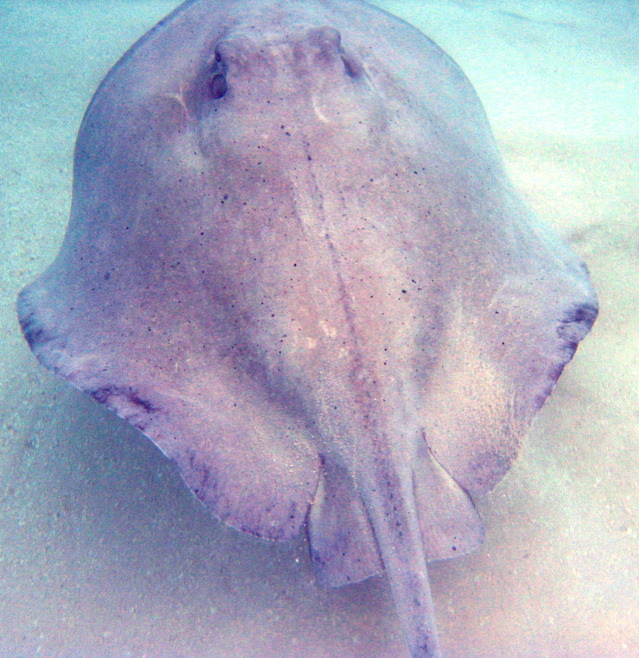
Ogończa

Płaszczki, płaszczkokształtne – ogólna nazwa chrzęstnoszkieletowych ryb morskich (z wyjątkiem słodkowodnej rodziny Potamotrygonidae) o płaskim, dyskowatym kształcie ciała. Do płaszczek zaliczane są drętwy, ogończe, raje, manty i orlenie. Dawniej płaszczki klasyfikowane były w randze podrzędu Batoidei lub jako spodoszpare (Hypotremata) (ich szpary skrzelowe znajdują się na brzusznej stronie ciała). Współcześnie klasyfikowane są w obrębie infragromady Euselachii. Proponowane są dla nich nazwy Batoidea, Rajomorphii lub Batomorphii. 

## Cechy charakterystyczne
Ciało silnie grzbietobrzusznie spłaszczone, z szerokimi, silnie rozwiniętymi, zachodzącymi swoją podstawą na głowę płetwami piersiowymi, ułożonymi w płaszczyźnie poziomej, tworzącymi z całym ciałem kształt rombu lub dysku. Otwory skrzelowe (tzw. tryskawki) i oczy na wierzchniej (grzbietowej) stronie ciała. Pięć (jedynie u Hexatrygonidae - sześć) par szczelin skrzelowych na dolnej stronie ciała. Brak płetwy odbytowej. Zęby tępe, zwykle w kilku rzędach, przystosowane do miażdżenia pokarmu w odróżnieniu od rekinów, które mają zęby ostre, przystosowane do cięcia. Prawdopodobnie większość gatunków posiada elektroreceptory. Niektóre potrafią wytwarzać prąd elektryczny (drętwy). U wielu gatunków ogon zakończony jest kolcem jadowym, często z haczykami (ogończe). W większości są to ryby jajorodne, niektóre gatunki żyworodne (kilka wytwarza rodzaj łożyska).
Płaszczki są rozprzestrzenione w ciepłych i tropikalnych wodach całego świata. Zwykle prowadzą przydenny, często nocny tryb życia. Niektóre zakopują się w podłożu.
Niektóre gatunki są niebezpieczne dla człowieka (ogończe - niebezpieczeństwo skaleczenia kolcem jadowym - taka płaszczka zabiła Steve'a Irwina, drętwy - niebezpieczeństwo porażenia prądem elektrycznym), chociaż ataki z ich strony zdarzają się wyjątkowo rzadko, zwykle na skutek nadepnięcia lub nieostrożnego zbliżenia.

## Systematyka
Systematyka płaszczek nie jest jednoznaczna. W tradycyjnych klasyfikacjach ryby spodouste dzielone były na rekinokształtne i płaszczkokształtne. Według współczesnego stanu wiedzy płaszczki to ryby z rzędów:
- Myliobatiformes – orleniokształtne
- Pristiformes – piłokształtne
- Rajiformes – rajokształtne
- Torpediniformes – drętwokształtne